# Das Traumschiff: Argentinien (1998)
Das Traumschiff: Argentinien ist ein deutscher Fernsehfilm unter der Regie von Michael Steinke, der am 1. Januar 1998 im ZDF seine Premiere hatte. Es ist die 31. Folge der Fernsehreihe Das Traumschiff.

## Handlung
Die neu ankommenden Gäste werden von der Chefhostess Beatrice von Ledebur begrüßt. Unter ihnen ist auch Linda Herzog, eine wohlhabende Witwe, die bereits zum siebten Mal an Bord ist. Weiter begrüßt Beatrice ihre Mutter, die das erste Mal mitfährt sowie Lucas Kramer, einen Kriminalkommissar, und die attraktive Anne Schenk. Der Bordfotograf Klaus Vogler schießt Fotos von den ankommenden Gästen und meint zu der verwunderten Beate Lentz, dass es schön sei, sie wiederzusehen. Sie erklärt ihm, dass er sie verwechseln müsse, da sie mit ihrem Verlobten, Peter Böhmert, das erste Mal an Bord eines Kreuzfahrtschiffes sei.
Linda Herzog sorgt dafür, dass der Musiklehrer Eberhard Pauly an ihren Tisch platziert wird, woraufhin er meint, dass er sich geehrt fühle. Lucas Kramer sitzt zusammen mit Anne Schenk an einem Tisch, die darüber nicht erfreut zu sein scheint. Am Kapitänstisch stellt Beatrice der Crew ihre Mutter vor.
Derweil lässt es dem Bordfotografen keine Ruhe, dass er sich in der Person von Beate Lentz geirrt haben soll. Tatsächlich findet er ein von ihm vor vier Jahren geschossenes Bild und die Frauen gleichen sich wie ein Ei dem anderen. Vor vier Jahren nannte sich die Frau jedoch Heike Schnettmann und befand sich auf Hochzeitsreise. Vogler hängt die beiden Bilder nebeneinander aus. Als Peter Böhmert sie entdeckt, wird er misstrauisch und will von seiner Verlobten wissen, was sie vor vier Jahren gemacht habe. Als er ihr das Bild zeigt, bestreitet sie vehement, die Frau auf dem Foto zu sein. Darüber kommt es zum Streit zwischen beiden. Kurz darauf wird Vogler vom Kapitän verwarnt, da er Ermittlungen über die ehemalige Passagierin Schnettmann angestellt hat. In einem Gespräch erfährt Vogler von Beate Lentz, dass sie in einem Heim aufgewachsen sei und nicht wisse, ob sie Geschwister habe. Daraufhin nimmt der Mann Kontakt mit Heike Schnettmann auf, die sich unbedingt mit ihm treffen will. Sie erzählt ihm, dass ihre Eltern ihr an ihrem 16. Geburtstag gesagt hätten, dass sie eine Zwillingsschwester habe. Sie habe danach alles versucht, diese ausfindig zu machen, aber niemand habe ihr weiterhelfen können bis zu seinem Anruf. Sie wolle ihre Schwester jetzt unbedingt sehen, so lange habe sie auf diesen Moment gewartet. Vogler führt sie zu den Iguazú-Wasserfällen, die ein gewaltiges, beeindruckendes Naturschauspiel bieten. Die Frauen, die absolut gleich aussehen, fallen sich tief bewegt in die Arme. Dann sprechen sie lange miteinander. Die Schwestern wollen zusammen zurück aufs Schiff und Beate Lentz’ Verlobten überraschen. Tatsächlich blickt Peter Böhmert fassungslos von einer zur anderen der Frauen. Kleinlaut entschuldigt er sich bei Beate, die meint, Eifersucht sei ja auch ein Zeichen von Liebe.
Linda Herzog erfährt von Pauly, dass es immer sein Traum gewesen sei, ein berühmter Pianist zu werden wie sein Großvater Emanuel Pauly. Sein Vater habe jedoch etwas dagegen gehabt und so sei er einen anderen Weg gegangen. Nun reise er seinem Traum hinterher, einmal das Teatro Colón zu sehen, in dem einst sein Großvater seine großen Erfolge feierte. Als er ergriffen vor dem Gebäude steht, meint Linda Herzog, dass sie eine Überraschung für ihn habe. Fassungslos hört Pauly, dass Linda arrangiert hat, dass nun er dort spielen darf. „Spielen Sie Beethovens Pathétique, wie ihr Großvater 1923“, fordert Linda ihn auf und applaudiert ihm nach seinem Vortrag, der wunderbar gewesen sei. Pauly wiederum bedankt sich ergriffen, dass sie ihm seinen Traum erfüllt habe. Am Ende der Schiffsreise gesteht ihm Linda, dass sie seit dem so plötzlichen Tod ihres Mannes zum Leben auf Distanz gegangen sei, weil sie Angst gehabt habe, wieder jemanden zu verlieren, den sie liebe. Pauly gesteht ihr seine Liebe, sorgt sich aber gleichzeitig, dass er ihr doch nicht im Geringsten das bieten könne, was sie so gewohnt sei. Er könne ihr so viel bieten, Dinge, die man nicht kaufen könne, meint Linda daraufhin, und es sei doch egal, wer das Geld habe, Hauptsache man habe es. Dann erzählt sie ihm, dass auch sie jetzt einen Traum habe, eine Hochzeitsreise auf einem Schiff.
Lucas Kramer bekommt mit, wie Anne Schenk bei einem Landgang einem kleinen Mädchen eine blonde Perücke aufsetzt. Als sie mit der Kleinen zusammen das Schiff fast erreicht hat, nähert sich beiden ein großer Wagen, schnappt sich das Kind und braust davon. Kramer hilft Anne auf, die ihm daraufhin ihre Geschichte erzählt. Nach dem Scheidung von ihrem Mann, einem Argentinier, sei ihr das Sorgerecht für die gemeinsame Tochter Laura zugesprochen worden. Ihr Mann habe das Kind jedoch entführt und mit nach Argentinien genommen. Obwohl das Gesetz auf ihrer Seite sei, könne sie in Argentinien nichts ausrichten. Kramer will ihr daraufhin helfen und so treffen sich die beiden mit Maria Luisa, der Schwester des Kindsvaters Ricardo, die auf Annes Seite steht. Während eines großen Festes auf Ricardos Hazienda gelingt es ihnen, Laura unbemerkt mitzunehmen. Als sie am Kai ankommen, hat das Kreuzfahrtschiff bereits abgelegt und zu allem Überfluss ist ihnen auch noch Ricardo mit seinen Männern auf den Fersen. Mit einem Motorboot versucht Kramer, die Berlin doch noch zu erreichen, verfolgt von Ricardo, der ihnen zuschreit, dass sie keine Chance hätten. Von der Berlin aus bekommen Kapitän Hansen sowie Schröder und Beatrice mit, dass Passagiere ihres Schiffs in Not sind. Der Kapitän lässt das Schiff daraufhin stoppen und gibt Order, die drei an Bord zu nehmen. Kramer legt sich kurz zuvor noch mit Ricardo an, der plötzlich eine Waffe zieht, und überlistet ihn, wobei die Waffe ins Meer fällt. Die Flucht gelingt und Anne Schenk bedankt sich überschwänglich bei Kramer.
Am Ende der Reise schwoft Beatrice Mutter glücklich mit dem Kapitän übers Parkett, nachdem sie Beatrice während der Schiffsreise arg zugesetzt hatte, indem sie ihrer Tochter vorspielte, sehr krank zu sein, um sie so dazu zu bewegen, ihren Beruf aufzugeben und mit ihr nach Hause zu kommen. Dr. Schröder hatte jedoch schnell festgestellt, dass sie mit ihrer Hypochondrie lediglich ihre Tochter unter Druck setzen wollte und kerngesund ist. Beatrice ist froh, dass ihre Mutter nun wieder voller Optimismus in die Zukunft schaut und jede Menge neue Pläne hat. In seiner Abschlussrede beim Kapitänsdinner, spricht Hansen unter anderem davon, dass Alter keine Frage des Geburtsdatums sei und wie schnell Dinge sich ins Gegenteil verkehren könnten und wie wichtig die Liebe im Leben eines Menschen sei.

## Hintergrund
Die Iguazú-Wasserfälle sind die Wasserfälle des Flusses Rio Iguaçu/Río Iguazú an der Grenze zwischen dem brasilianischen Bundesstaat Paraná (20 %) und der argentinischen Provinz Misiones (80 %). Sie bestehen aus 20 größeren sowie 255 kleineren Wasserfällen. Der Großteil ist 64 Meter hoch, einige sind bis zu 82 Meter hoch. Sie gehören zum Weltnaturerbe.
Das Teatro Colón (spanisch für Kolumbus-Theater) ist das bekannteste Theater in Buenos Aires in Argentinien; es hat 2500 Sitz- und 1000 Stehplätze. Das Colón gehört zu den berühmtesten Opernhäusern der Welt. 1908 wurde es mit der Oper Aida von Giuseppe Verdi eröffnet.
In dieser Episode hat die Vorgängerin der Berlin als Traumschiff, die Astor, damals Arkona einige Gastauftritte, u. a. liegen beide Schiffe im Intro nebeneinander. Im Hafen von Buenos Aires sind die Passagiere der Arkona zu sehen, als sie den Dreharbeiten folgen. Auch der Name Arkona ist deutlich an der Bugwand zu erkennen.